# Hedamu
Hedamu (Ḫedammu), em hurrita: Apše ("Cobra"), é um dragão marinho da mitologia hurrita-hitita, que causou problemas na costa síria. O seu homólogo hitita era Iluianca.
Hedamu é o filho do deus Cumarbi e a filha da personificação do mar, Quiaxe e Xertapxuruqui. O dragão do mar possuía um enorme apetite e quase consumiu a deusa Istar/Xausca, mas acabou sendo derrotado por seus encantos.